# Terje Vigen (film)

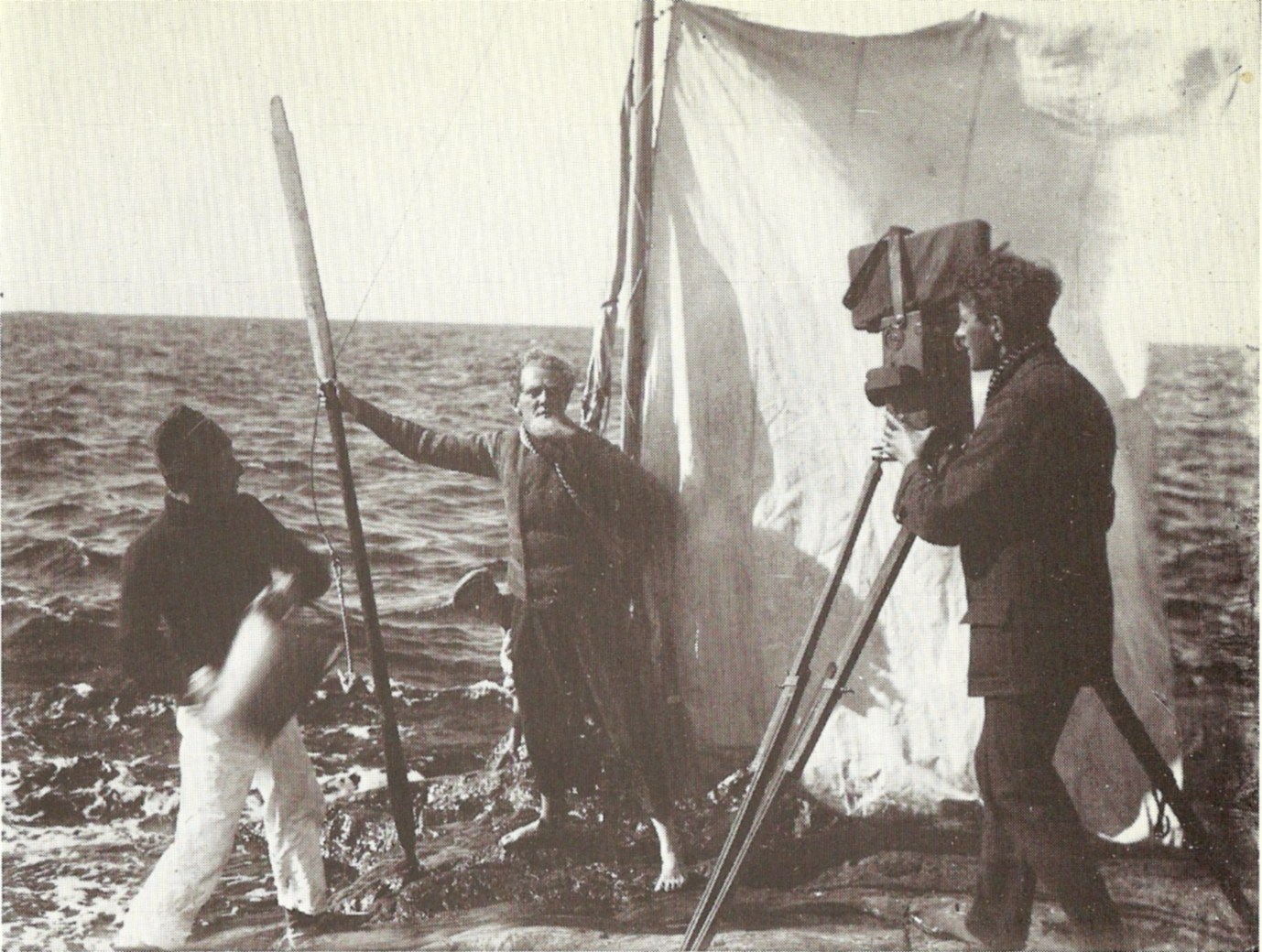
Bild från inspelningen av Terje Vigen. Victor Sjöström i mitten, Julius Jaenzon vid kameran.

Terje Vigen är en svensk film från 1917 i regi av Victor Sjöström. 

## Om filmen
Handlingen baserades på Henrik Ibsens dikt Terje Vigen från 1852. Ibsen skrev Terje Vigen inspirerad av berättelser som han hört i Grimstad där han var apotekarlärling. 
Filmen blev den hittills dyraste av AB Svenska Biografteatern produktioner med en kostnad runt 60 000 kr. Filmen premiärvisades 29 januari 1917 samtidigt i Stockholm, Göteborg, Malmö samt Köpenhamn, med ett fylligt programblad med Ibsens dikt in extenso, affischer av konstnären Eigil Schwab och specialkomponerad musik. Filmen fick flera goda recensioner och visades på biografer över hela landet. 
Victor Sjöström kom under denna inspelning att fatta tycke för den kvinna som skulle bli hans tredje hustru, Edith Erastoff. Ytterligare två filminspelningar gjordes av Ibsens dikt, båda i Tyskland, 1911 och 1933.

## Rollista i urval
- Victor Sjöström - Terje Vigen
- August Falck - den engelske lorden
- Edith Erastoff - den engelska ladyn
- Bergliot Husberg - Terjes maka
- William Larsson - den nye mannen i Terjes stuga/officer på den engelska korvetten
- Gucken Cederborg - den nya hustrun i Terjes stuga
- Olof Ås - utkiken på den engelska korvetten
- Jenny Tschernichin-Larsson  en kvinna på stranden
- Julius Hälsig - engelsk officer i fängelset
- Emil Fjellström - en fiskare på stranden